# Antonín Bouček

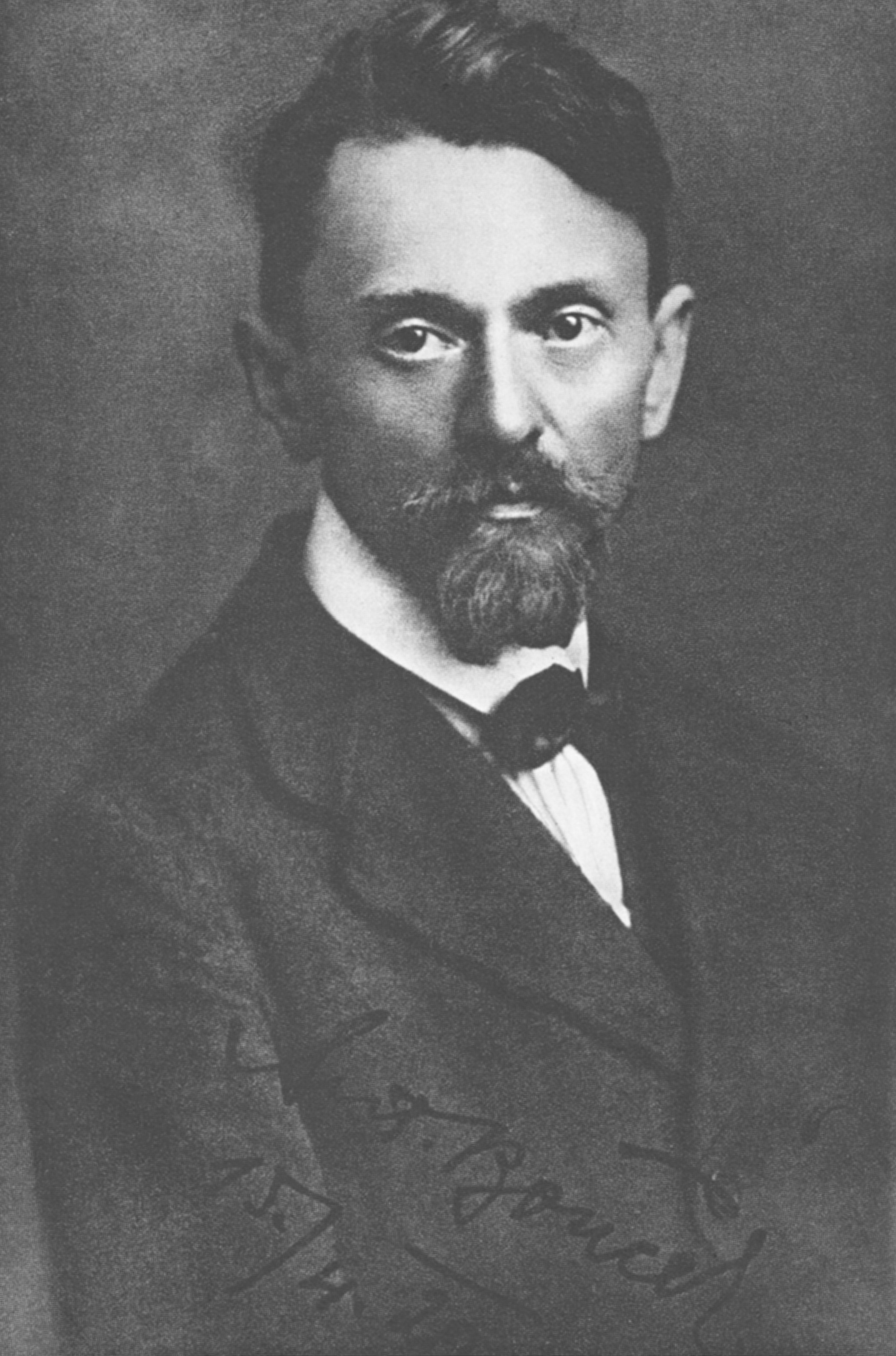
Antonín Bouček

Antonín Bouček (* 22. Juni 1880; † 15. Februar 1947) war ein tschechischer Journalist.

## Leben
Bouček war sein Leben lang als Journalist und zeitweiliger Kleinverleger in der Arbeiterbewegung aktiv. Zunächst Anarchist, trat er 1910 der Tschechoslowakischen Sozialdemokratischen Arbeiterpartei bei. Als der mit Bouček seit ihren Anarchistentagen befreundete Schriftsteller Jaroslav Hašek 1911 mit seiner Partei für gemäßigten Fortschritt in den Schranken der Gesetze am Wahlkampf für den österreichischen Reichsrat teilnahm, beteiligte sich Bouček an dieser politischen Parodie und wurde zeitweilig Protokollant der Partei.
1914–1917 und 1919–1920 arbeitete er als Redakteur der sozialdemokratischen Parteizeitung „Právo lidu“. Bei den verschiedenen innerparteilichen Auseinandersetzungen unterstützte er den linken Parteiflügel, der sich als „Tschechischen Sozialdemokratischen Arbeiterpartei“ („Zentralisten“) 1911 von der Partei abspaltete, 1919 aber in die Mutterpartei zurückkehrte, wo sie mit den aus Russland zurückgekehrten Kommunisten die „Marxistische Linke“ bildeten. Bouček wurde 1920 Redakteur in deren Zeitung „Rudé právo“, die ab 1921 das Parteiblatt der unter Führung von Bohumír Šmeral neugegründeten Kommunistischen Partei der Tschechoslowakei wurde. Bouček selbst wurde 1921 KPČ-Mitglied, blieb bis 1925 als Journalist bei der „Rudé právo“ und war dann von 1926 bis 1932 Redakteur der tschechischen Ausgabe der „Inprekor – Internationalen Pressekorrespondenz“ (Mezinárodní tiskové korespondence), einem Organ der Kommunistischen Internationale.
Daneben war er gelegentlich auch als Übersetzer tätig.

## Werke
als Autor
- Staré české válečnictví (Relikvie a kapitolky). 1915
- Mistr Jan Hus a nábožensko-sociální proudy doby. 1919
- Bílá Hora a 28. Říjen. Úpadek a politické vzkříšení. 1919
- Padesát historek ze života Jaroslava Haška. 1923 (Neuauflage 1983)
- První máj. Jeho vznik, historie a význam. 1946
- Karel Sladkovský. 1948

als Herausgeber und Verleger
- Honoré de Balzac: Neznámé arcidílo. 1909
- Zo d’Axa: Z Mazasu do Jerusalema. 1909
- Jules Renard: Bukolika. Vybrané prosy. 1913
- Aféra Netušilova jest velkou obžalobou policie, zvrhlé žurnalistiky i ovládané dnešní vlády. 1920

## Belege
1. ↑  Databáze Národní knihovny ČR. Abgerufen am 2. August 2023 (tschechisch).
2. ↑  Antonín Bouček | abart. Abgerufen am 2. August 2023 (tschechisch).
3. ↑  Marcella Husová, Roman Vondra: BOUČEK Antonín 22.6.1880-15.2.1947 – Personal. Abgerufen am 2. August 2023 (tschechisch).

| Personendaten    | Personendaten                      |
| ---------------- | ---------------------------------- |
| NAME             | Bouček, Antonín                    |
| KURZBESCHREIBUNG | tschechischer Journalist und Autor |
| GEBURTSDATUM     | 22. Juni 1880                      |
| STERBEDATUM      | 15. Februar 1947                   |